# 19 à la maison
Les Bates : une famille XXL
19 à la maison – Les Bates : une famille XXL (Bringing Up Bates) est une série de téléréalité américaine qui se base sur la vie de la famille Bates, diffusée hebdomadairement entre le 1er janvier 2015 et le 24 juin 2021 sur Up TV (en).
En France, l'émission est diffusée quotidiennement dans la matinée depuis le 15 juillet 2019 sur TFX.

## Synopsis
L'émission 19 à la maison – Les Bates est centrée sur la vie quotidienne de Gil et Kelly Jo Bates et de leur famille nombreuse de dix-neuf enfants,. Ils habitent dans le Tennessee, non loin de Knoxville. Gil et Kelly Jo se sont mariés le 19 décembre 1987 alors qu'il avait 22 ans et qu'elle en avait 21. Depuis, ils ont eu neuf garçons et dix filles, tous nés entre 1988 et 2012. Il n'y a pas de séries de multiples dans leur famille. Douze de leurs enfants sont mariés. Grâce à eux, la famille Bates s'agrandit avec trente-trois petits-enfants, dix-neuf petites-filles, quatorze petits-fils et cinq autres en route. Un autre enfant est né en 2012, portant le nombre à 19 enfants .
Le nombre élevé d'enfants est en partie lié à leurs croyances baptistes fondamentalistes qui interdisent la contraception.

## Production
La famille Bates avait déjà participé à une émission de téléréalité de 2012 intitulée United Bates of America. 
En octobre 2014, il a été annoncé que la famille serait de retour dans une nouvelle émission intitulée 19 à la maison les Bates (Bringing Up Bates comme titre original).

## Composition de la familleBates

### Parents
- William Gilvin « Gil » Bates est le père de la famille, né le 1er janvier 1965, a 60 ans[6].
- Kelly Jo (née Callaham) Bates est la mère de la famille, née le 26 octobre 1966, a 58 ans[7].

### Enfants
|    | Noms                         | Date de naissance | Notes                                                                                                |
| -- | ---------------------------- | ----------------- | --- |
| 1  | Zachary "Zach" Gilvin        | 30 décembre 1988  | Marié à Whitney Perkins depuis le 14 décembre 2013. A deux fils et trois filles.                     |
| 2  | Michael "Micheala" Christian | 23 janvier 1990   | Mariée à Brandon Keilen depuis le 15 août 2015. A deux fils (adoptés)                                |
| 3  | Erin Elise                   | 2 mai 1991        | Mariée à Chad Paine depuis le 2 novembre 2013. A deux fils et quatre filles. Attend son 7eme enfant. |
| 4  | William "Lawson" Lawson      | 27 juillet 1992   | Marié à l'actrice Tiffany Espensen depuis le 12 mai 2022. A un fils. Attend son deuxième enfant.     |
| 5  | Kenneth Nathaniel "Nathan"   | 29 août 1993      | Marié à Esther Keyes depuis le 22 octobre 2021. A une fille et un fils                               |
| 6  | Alyssa Joy                   | 9 novembre 1994   | Mariée à John Webster depuis le 24 mai 2014. A quatre filles et un fils.                             |
| 7  | Tori Layne                   | 20 décembre 1995  | Mariée à Bobby Smith depuis le 16 décembre 2017. A trois fils et deux filles.                        |
| 8  | Trace Whitfield              | 1er février 1997  | Marié à Lydia Romeike depuis le 1er octobre 2022. A un fils et une fille.                            |
| 9  | Carlin Brianne               | 11 avril 1998     | Mariée à Evan Stewart depuis le 25 mai 2019. A une fille, un fils, est enceinte de son 3 ème enfant  |
| 10 | Josie Kellyn                 | 4 août 1999       | Mariée à Kelton Balka depuis le 5 octobre 2018. A deux filles et un fils. Attend son 4 ième enfant.  |
| 11 | Katie Grace                  | 5 octobre 2000    | Mariée à Travis Clark depuis le 3 décembre 2021 A une fille, et un garçon.                           |
| 12 | Jackson Ezekiel              | 17 février 2002   | Marié à Emerson Wells depuis le 14 octobre 2023. Attend son premier enfant.                          |
| 13 | Warden Justice               | 19 mai 2003       | |
| 14 | Isaiah Courage               | 16 octobre 2004   | |
| 15 | Addallee Hope                | 17 février 2006   | |
| 16 | Ellie Bridget                | 28 avril 2007     | |
| †  | Jewels                       |                   | fausse couche,                                                                                       |
| †  | Jubilee                      |                   | fausse couche,                                                                                       |
| 17 | Callie-Anna “Callie” Rose    | 2 août 2009       | |
| 18 | Judson Wyatt                 | 15 septembre 2010 | |
| †  | Zion                         |                   | fausse couche en mars 2011                                                                           |
| 19 | Jeb Colton                   | 1er février 2012  | |
| †  | Sunny                        |                   | fausse couche en août 2012                                                                           |

### Beaux-enfants
| Noms                             | Date de naissance | Marié avec/le et Mère/Père de                                                 | Notes                                      |
| -------------------------------- | ----------------- | ----------------------------------------------------------------------------- | ------------------------------------------ |
| Charles Stephen "Chad" Paine III | 18 avril 1987     | Erin le 2 novembre 2013 ; père de six enfants. Attend leur 7eme enfant.       | Deuxième d'une famille de dix enfants      |
| Whitney Eileen Perkins           | 21 septembre 1993 | Zach le 14 décembre 2013 ; mère de cinq enfants.                              | Fille unique                               |
| John Elliott Webster             | 21 novembre 1989  | Alyssa le 24 mai 2014; père de cinq enfants                                   | Cinquième d'une famille de six enfants     |
| Brandon Timothy Keilen           | 15 septembre 1989 | Michael "Michaella" le 15 août 2015. Père adoptif de deux petit garcons.      | Huitième d'une famille de dix enfants      |
| Robert Ellis "Bobby" Smith III   | 16 février 1995   | Tori le 16 décembre 2017; père de cinq enfants                                | Aîné d'une famille de trois enfants        |
| Kelton Edward Balka              | 4 juillet 1995    | Josie le 5 octobre 2018 ; père de trois enfants. Attend son quatrième enfant. | Aîné d'une famille de cinq enfants         |
| Evan Patrick Stewart             | 24 août 1995      | Carlin le 25 mai 2019 ; père de deux enfants. Attend leur 3iéme enfant.       | Cinquième d'une famille de six enfants     |
| Esther Joy Keyes                 | 14 octobre 1997   | Nathan le 22 octobre 2021 ; mère de deux enfants                              | Neuvième d'une famille de quatorze enfants |
| Travis James Clark               | 8 mars 2001       | Katie le 3 décembre 2021 ; père de deux enfants                               | Dernier d'une famille de trois enfants     |
| Tiffany Lian Espensen            | 10 février 1999   | Lawson le 12 mai 2022 ; mère d'un enfant et attend son deuxième enfant.       | Aînée d'une famille de deux enfants        |
| Lydia Johanna Romeike            |                   | Trace le 1er octobre 2022 Mère de deux enfants.                               | Deuxième d’une famille de six enfants      |
| Emerson Hope Wells               | 22 avril 2003     | Jackson le 14 octobre 2023. Attend son 1er enfant.                            | Troisième d'une famille de six enfants     |

### Petits-enfants
|    | Noms                              | Date de naissance                  | Parents             |
| -- | --------------------------------- | ---------------------------------- | ------------------- |
| †  | Bébé Paine                        | Fausse couche en mars 2014         | Erin et Chad        |
| †  | Bébé Paine                        | Fausse couche en 2014              | Erin et Chad        |
| †  | Bébé Paine                        | Fausse couche en 2014              | Erin et Chad        |
| 1  | Bradley Gilvin Bates              | 29 octobre 2014                    | Zach et Whitney     |
| 2  | Allie Jane Webster                | 11 avril 2015                      | Alyssa et John      |
| 3  | Charles Stephen "Carson" Paine IV | 14 mai 2015                        | Erin et Chad        |
| 4  | Kaci Lynn Bates                   | 20 juin 2016                       | Zach and Whitney    |
| 5  | Brooklyn Elise Paine              | 6 août 2016                        | Erin et Chad        |
| 6  | Lexi Mae Webster                  | 26 janvier 2017                    | Alyssa et John      |
| †  | Bébé Bates                        | Fausse couche en 2018              | Zach et Whitney     |
| 7  | Zoey Joy Webster                  | 28 mars 2018                       | Alyssa et John      |
| 8  | Everly Hope Paine                 | 30 mars 2018                       | Erin et Chad        |
| 9  | Robert Ellis "Kade" Smith IV      | 9 novembre 2018                    | Tori et Bobby       |
| 10 | Willow Kristy Balka               | 19 juillet 2019                    | Josie et Kelton     |
| 11 | Khloé Eileen Bates                | 7 novembre 2019                    | Zach et Whitney     |
| 12 | Holland Grace Paine               | 26 novembre 2019                   | Erin et Chad        |
| 13 | Layla Rae Stewart                 | 31 janvier 2020                    | Carlin et Evan      |
| 14 | Kolter Gray Smith                 | 25 mars 2020                       | Tori et Bobby       |
| †  | Bébé Balka                        | Fausse couche en mars 2020         | Josie et Kelton     |
| 15 | Maci Jo Webster                   | 9 février 2021                     | Alyssa et John      |
| 16 | Jadon Carl Bates                  | 7 juin 2021                        | Zach et Whitney     |
| 17 | Hazel Sloane Balka                | 14 juin 2021                       | Josie et Kelton     |
| 18 | Charlotte Raine Smith             | 24 juin 2021                       | Tori et Bobby       |
| †  | Eden Keilen                       | Fausse couche en 2021              | Michaela et Brandon |
| 19 | Finley Marie Paine                | 18 janvier 2022                    | Erin et Chad        |
| 20 | Zade Patrick Stewart              | 27 mars 2022                       | Carlin et Evan      |
| 21 | Cambree Layne Smith               | 2 août 2022                        | Tori et Bobby       |
| 22 | Kenna Joy Bates                   | 17 octobre 2022                    | Nathan et Esther    |
| 23 | Hailey James Clark                | 17 février 2023                    | Katie et Travis     |
| 24 | Rhett Alan Webster                | 18 mars 2023                       | Alyssa et John      |
| 25 | Lily Jo Bates                     | 15 août 2023                       | Zach et Whitney     |
| 26 | Ryker Cruise Bates                | 12 septembre 2023                  | Trace et Lydia      |
| †  | Hope Bates                        | Fausse couche le 23 septembre 2023 | Lawson et Tiffany   |
| 27 | William Gage Paine                | 30 octobre 2023                    | Erin et Chad        |
| †  | Angel Bates                       | Fausse couche en février 2024      | Trace et Lydia      |
| 28 | Miles Kelton Balka                | 21 février 2024                    | Josie et Kelton     |
| 29 | Weston Slade Smith                | 29 mai 2024                        | Tori et Bobby       |
| 30 | William Daniel Bates              | 19 juillet 2024                    | Lawson et Tiffany   |
| 31 | Harvey Gray Clark                 | 29 septembre 2024                  | Katie et Travis     |
| 32 | Graham Alan Bates                 | 4 octobre 2024                     | Nathan et Esther    |
| 33 | Bébé Keilen                       |                                    | Michaela et Brandon |
| 34 | Bébé Keilen                       |                                    | Michaela et Brandon |
| 35 | Kaia Rae Bates                    | 12 juin 2025                       | Trace et Lydia      |
| 36 | Bébé Bates                        | ? 2025                             | Jackson et Emerson  |
| 37 | Henry Blythe Paine                | Août 2025                          | Erin et Chad        |
| 38 | Bébé Stewart                      | Septembre 2025                     | Carlin et Evan      |
| 39 | Bébé Balka                        | 2025                               | Josie et Kelton     |
| 40 | Bébé Bates                        | Décembre 2025                      | Lawson et Tiffany   |

### Voix françaises
Voix additionnels française :
- Jean-François Aupied
- Chantal Baroin
- Thierry D'Armor
- Elsa Davoine
- Benjamin Casquet
- Soase Le Bras
- Pierre-Henri Prunel
- Marine Tuja

Version française :
- Société de doublage : Éclair
- Direction artistique : Philippe Kurzawa
- Adaptation des dialogues : Stéphanie Penot - Antoine de Mautor - Sébastien Navosad